# Bridegroom
Bridegroom – długometrażowy film dokumentalny produkcji amerykańskiej z roku 2013, w reżyserii Lindy Bloodworth-Thomason.
Przyczynkiem do powstania filmu była śmierć młodego dziennikarza stacji telewizyjnej MTV, Thomasa Lee Bridegrooma, prowadzącego od 2007 r. audycję reality show pt. The X-Effect. Zginął tragicznie w 2011 r. podczas wieczornej sesji zdjęciowej zorganizowanej dla swojej przyjaciółki.
Premiera filmu odbyła się podczas festiwalu Tribeca Film Festival w Nowym Jorku 23 kwietnia 2013 r. Film nabrał szczególnego rozgłosu, ponieważ przed jego projekcją do publiczności festiwalowej przemówił były prezydent USA, Bill Clinton, nawiązując do problematyki filmu. Clinton powiedział m.in.:
To jest naprawdę, z jednej strony wspaniała, smutna, bolesna, ale mimo wszystko, radosna historia potwierdzająca wolę życia. Z drugiej strony jest to opowieść o walce naszego narodu, aby uczynić kolejny krok ku stworzeniu bardziej doskonałej wspólnoty, dla której małżeństwo jest zarówno symbolem i sensem życia. Wierzę, że ten film spodoba się Państwu tak bardzo, jak mnie się spodobał.

## Fabuła
W filmie przedstawiono sytuację społeczno-prawną, jaka powstała po śmierci młodego geja. Jego rodzina pozbawiła żyjącego partnera, po 6 latach związku, prawa do zaopiekowania się ciałem zmarłego, oraz nie dopuściła go do pogrzebu. Film posłużył jako udokumentowany argument w czasie trwającej w USA dyskusji na temat legalizacji małżeństw par jednopłciowych.

## Bohaterowie filmu
Thomas Lee Bridegroom (ur. 22 kwietnia 1982 w Knox, stan Indiana, USA, zm. 7 maja 2011 w Los Angeles, USA) był absolwentem akademii wojskowej Culver Military Academy w Culver w stanie Indiana, USA. Ukończył uczelnię z dyplomem wyróżnienia, który wręczył mu w Waszyngtonie prezydent George W. Bush. Po ukończeniu uczelni wojskowej wyjechał z rodzinnego miasta do Nowego Jorku. Podjął studia artystyczne: śpiew i grę na fortepianie, na uniwersytecie Vassar College w Poughkeepsie w stanie Nowy Jork. Po przerwaniu studiów muzycznych przeniósł się w 2005 do Los Angeles. Tam poznał swojego późniejszego partnera, Shane’a Bitneya Crone'a. W 2007 otrzymał pracę jako prowadzący reality show The X-Effect, emitowany przez MTV. W sumie zrealizował wspólnie z Natalią Castellanos, podczas 3. edycji programu, 30 jego odcinków. W dniu 7 maja 2011, podczas wieczornej sesji zdjęciowej zorganizowanej dla przyjaciółki Alex z Nowego Jorku, realizowanej na dachu czteropiętrowego budynku w Los Angeles, spadł na ziemię. Zmarł po kilku godzinach w szpitalu. Jego partner Shane zawiadomił rodzinę o śmierci Thomasa. Matka zmarłego przyjechała po odbiór ciała syna i bez konsultacji z Shane'em zdecydowała, że pogrzeb odbędzie się w jej rodzinnym mieście. Nigdy nie zawiadomiła owdowiałego Crone’a o dniu pogrzebu partnera.
Shane Bitney Crone (ur. 19 grudnia 1985 w Kalispell w stanie Montana, USA), po ukończeniu szkoły średniej, posiadając talent muzyczny, postanowił przenieść się do Kalifornii. Tam pierwszą stałą pracę podjął jako asystent producenta w audycji informacyjnej Entertainment Tonight, zarządzanej przez firmę producencką CBS Television Distribution sieci telewizyjnej CBS. Wkrótce po tym, w 2005 poznał swojego późniejszego partnera, Thomasa Lee Bridegrooma. Od 2008 wspólnie z życiowym partnerem prowadzili firmę medialną i public relations Bridegroom and Bitney. Po tragicznej śmierci partnera w dniu 7 maja 2011 r., gdy matka zmarłego wywiozła ciało syna do Indiany, nie został poinformowany o pogrzebie ukochanej osoby. O pogrzebie dowiedział się, dopiero gdy odnalazł wiadomość w lokalnej gazecie, wydawanej w stanie Indiana. Dalsza rodzina zmarłego półoficjalnie powiadomiła go, że jeśli pojawi się na pogrzebie, ojciec i wujek zmarłego mają zamiar przemocą uniemożliwić mu udział w pogrzebie. Crone, odrzucony przez rodzinę swojego zmarłego partnera, zapadł w depresję. W maju 2012, w pierwszą rocznicę śmierci Bridegrooma opublikował na YouTube ok. 10-minutowy film pt. It Could Happen to You. Zawarł w nim swój ból po stracie partnera oraz ocenę niesprawiedliwości społecznej, wynikającej z ówczesnego braku poszanowania w USA prawa do związków osób tej samej płci. Film spotkał się z dużym zainteresowaniem i odzewem społecznym. W sumie obejrzało go na YouTube, łącznie z kopiami powielonymi przez innych użytkowników YouTube, ponad 5 milionów osób. Na Facebooku powstało wiele grup wsparcia Crone’a. Skontaktowało się z nim wiele osób, które przeżyły podobne tragedie. Film zainteresował reżyserkę Lindę Bloodworth-Thomason, która w 2008 poznała obu, Crone'a i Bridegrooma, na weselu wspólnych znajomych w Palm Springs i tam się z nimi zaprzyjaźniła. Zaproponowała Crone'owi przerobienie jego filmu z YouTube w długometrażowy film dokumentalny.

## Realizacja i dystrybucja filmu
Linda Bloodworth-Thomason zebrała fundusze na realizację filmu z pomocą portalu Kickstarter. Wyznaczony cel zbiórki, 300 000 USD przekroczono i uzyskano w sumie 384 375 USD. Do najhojniejszych sponsorów należeli m.in. George Takei i Neil Patrick Harris. Realizację zdjęć rozpoczęto w sierpniu 2012 r. Dystrybucją filmu zainteresowała się osobiście Oprah Winfrey. Po prezentacjach filmu na festiwalach i otwartych pokazach w całej Ameryce, w dniu 27 października 2013 film zaprezentowano w należącej do Winfrey stacji telewizyjnej OWN Network. Od tego dnia jest on również dostępny jako przekaz strumieniowy w internecie na portalu Netflix.

## Nagrody
- 2013: Nagroda Publiczności na festiwalu filmów dokumentalnych Tribeca Film Festival w Nowym Jorku, USA[10]
- 2013: Nagroda Publiczności festiwalu filmów fabularnych i dokumentalnych LGBT Inside Out Film w Toronto, Kanada[10]
- 2013: Nagroda Publiczności na festiwalu filmów fabularnych i dokumentalnych LGBT Outfest w Los Angeles, USA[10]
- 2013: Nagroda Publiczności na festiwalu filmów fabularnych i dokumentalnych Little Rock Film Festival w Little Rock, USA[10]